# NanoRider
 (novembre 2015).
Si vous disposez d'ouvrages ou d'articles de référence ou si vous connaissez des sites web de qualité traitant du thème abordé ici, merci de compléter l'article en donnant les références utiles à sa vérifiabilité et en les liant à la section « Notes et références ».
nanoRider, anciennement nanoCUNE (ナノキュン, officiellement écrit en occidental), est un duo d'idoles japonaises formé en 2012. Composé de deux membres, le groupe est originaire de la préfecture d'Ehime.
nanoRider est un groupe sœur de Hime Kyun Fruit Kan, FruitPochette, et AiCune.

## Histoire
Leur premier single Hareruya! est sorti en juillet 2012.
Akane Murata et Rinne Kono effectuent leur graduation en mars 2013. Akane Murata devient membre du groupe sœur AiCune. Ayami Nishioka et Kokoro Kinoshita joignent le groupe d'idoles en avril 2013.
Le premier album de nanoCUNE intitulé Tenjō Yūen a été mis en vente en novembre 2013.
Les membres du groupe d'idoles ont joué dans le drama Asunaro Sanjō! (あすなろ参上!) diffusé en novembre et décembre 2013 sur NOTTV. Les rôles principaux étaient tenus par Hime Kyun Fruit Kan.
nanoCUNE s'est produit lors de leur première tournée de concerts Fairy Circle Tour 2014 en août 2014. Les filles ont chanté à Nagoya, Matsuyama et Osaka ; cet événement était organisé à l’occasion de la sortie de leur 4e single Tempra.
nanoCUNE fait ses débuts en major avec le single Higeki no Macho Man sorti en janvier 2015 sous le label Version Music de Victor Entertainment.
Kokoro Kinoshita annonce sa remise de diplôme en raison de problèmes de santé en septembre 2015. Elle a fait sa dernière apparition sur le single Guru Guru Earth qui est commercialisé après son départ du groupe, en novembre 2015.
Ayu Ohara a effectué sa graduation en février 2016.
Le groupe renomme son nom en tant que nanoRider.

## Membres

### Membres actuels
- Mayu Kadota (門田茉優)
- Ayami Nishioka (西岡亜弥実)

### Anciennes membres
- Akane Murata (村田和佳音)
- Rinne Kono (河野凜音)
- Kokoro Kinoshita (木下こころ)
- Ayu Ohara (大原歩)

## Discographie sous le nom de nanoCUNE

### Albums
Album indie
1. 13 novembre 2013 : Tenjō Yūen (天上遊園?)

### Singles
Single indies
1. 4 juillet 2012 : Hareruya! (晴れルヤ！?)
2. 24 octobre 2012 : Shōdō Days (衝動Days?)
3. 24 juillet 2013 : Usotsuki Ryan (嘘つきライアン?)
4. 9 juillet 2014 : Tempra (テンプラ?)

Singles major
1. 28 janvier 2015 : Higeki no Macho Man (悲劇のマッチョマン?)
2. 4 novembre 2015 : Guru Guru Earth (グルぐるあーす?)

## Discographie sous le nom de nanoRider

### Singles
1. 5 août 2016 : Tsubasa Naki Shōnen (翼哭き少年?)